# Témia de Swinhoe
Dendrocitta formosae
Espèce
Statut de conservation UICN

 LC  : Préoccupation mineure
La Témia de Swinhoe (Dendrocitta formosae) ou Pie grise, est une espèce de passereaux de taille moyenne et à longue queue de la famille des Corvidae. Elle est largement répandue le long des contreforts de l'Himalaya et son territoire s'étend jusqu'en Asie du sud-est. Les populations présentent des variations de plumage et plusieurs sont désignées comme sous-espèces.

## Description
Elle a sensiblement la même taille que les autres espèces de Témia, mais s'en distingue par le plumage globalement gris de son corps. Les individus vivant dans la partie ouest de leur territoire de répartition ont un croupion gris et un peu de gris dans la queue tandis que les formes de l'est ont un croupion blanc et une queue noire. La face et le cou sont noirs formant un masque sombre. Le corps gris sur la partie inférieure devient blanc vers l'évent. Le dos et les scapulaires sont brunâtres. La couronne et la nuque sont grises et les ailes noires ont une importante tache blanche carpiene. L'évent est roux et les rectrices externes et l'extrémité des plumes centrales sont noires.
L'espèce couvre une grande étendue géographique et a plusieurs sous-espèces régionales qui diffèrent légèrement l'une de l'autre, par exemple dans la couleur et la longueur de la queue. Il s'agit notamment D.f. occidentalis des contreforts ouest de l'Himalaya (identifiée par sa queue un peu plus longue), D.f. himalayana qui va du centre de l'Himalaya jusqu'en Thaïlande et au Vietnam. Une population isolée, censée avoir un bec plus court et étroit, vit dans les Ghats orientaux de l'Inde, D.f. sarkari, qui est parfois englobée dans himalayana,,. Les sous-espèces d'Asie du sud-est comprennent D.f. assimilis, sapiens, sinica, formosae (la sous-espèce de Taïwan) et insulae (île de Hainan).
On a suggéré que cette espèce forme une super-espèce avec Dendrocitta occipitalis  et Dendrocitta cinerascens.

## Répartition et habitat
La Témia de Swinhoe est un oiseau principalement arboricole que l'on trouve dans un large éventail d'habitats, notamment la forêt, les champs et les habitations humaines. Son aire de répartition comprend le Pakistan, l'Inde, le Népal, l'Assam, la Birmanie, la Thaïlande, la Chine du Sud, Taïwan et l'Indochine.

## Comportement et écologie

### Alimentation
Surtout arboricole, elle doit trouver une partie de sa nourriture sur le sol en particulier dans les régions cultivées. Elle se nourrit d'une large gamme d'insectes et autres invertébrés, mais aussi de baies, de nectar, de céréales et autres graines et de petits reptiles, œufs et oisillons. Elle se regroupe parfois avec d'autres espèces pour se nourrir.

### Reproduction
Dans les contreforts de l'Himalaya en Inde, elle est connue pour nicher entre 700 et 2000 m principalement pendant les mois de mai à juillet. Le nid est une coupe peu profonde bordée de poils et est construit dans les arbres et les buissons ou des touffes de bambou avec 3 à 4 œufs par couvée.
Sa voix est décrite comme rude et désagréable, mais comme les autres espèces de Témia, elle peut être très variée et comprend un bruit de caillebotis ainsi que plusieurs notes mélodieuses qui ne sont pas sans rappeler celles de la Témia vagabonde.

## Taxonomie
Cette espèce a été décrite en 1863 par le naturaliste britannique Robert Swinhoe.
Selon Alan P. Peterson, il en existe huit sous-espèces :
- Dendrocitta formosae occidentalis Ticehurst, 1925 — ouest de l'Himalaya ;
- Dendrocitta formosae himalayana Jerdon, 1864 — est de l'Himalaya et nord de l'Indochine ;
- Dendrocitta formosae sarkari Kinnear & Whistler, 1930 — Ghats orientaux ;
- Dendrocitta formosae assimilis Hume, 1877 — sud de la Birmanie et Thaïlande ;
- Dendrocitta formosae sinica Stresemann, 1913 — Chine et nord du Viêt Nam ;
- Dendrocitta formosae sapiens (Deignan), 1955 — mont Emei ;
- Dendrocitta formosae formosae Swinhoe, 1863 — Taïwan ;
- Dendrocitta formosae insulae Hartert, 1910 — Hainan.

## Galerie